# Cakewalk (baile)

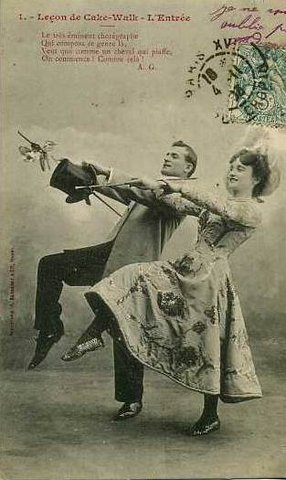
Pareja bailando un cakewalk en una tarjeta postal de la época.

El cakewalk (o cake walk) era un baile que se desarrolló en las plantaciones del sur de Estados Unidos, concretamente en Florida, que se puso de moda alrededor de 1880, y que musicalmente surge de las gigas para violín y banjo de la música tradicional. Desde Florida, se extendió a Georgia, Luisiana y Virginia y todo el sur, y más tarde a Nueva York y todo el mundo. Llegó a Europa antes de 1908 y fue muy popular, especialmente en el norte de Gran Bretaña, dada su similitud con algunas danzas autóctonas.
Existe una relación musical muy evidente entre el cakewalk y el ragtime, con idénticos antecedentes; de hecho, muchos de los primeros rags eran, en realidad, cakewalks. Autores como Clayton y Gammond suponen que el cakewalk existía posiblemente en 1840, pues está constatado en esa fecha el uso de la expresión Take the cake para referirse a un baile de las plantaciones. Según estos autores, el ragtime tomaría sus características del cakewalk, y no a la inversa. En cualquier caso, ya en 1877 existía un tema de Dave Braham, muy popular, llamado Walking for that cake.
Según descripciones de la época, el baile consistía en una serie de saltos y giros frenéticos que se alternaban con lentos desfiles, en los que los bailarines, siempre por parejas, caminaban solemnemente. El primer ejemplo de cakewalk grabado, corresponde al tema At the cakewalk last night (1910) de George Formby.
Algunos bailarines de Cakewalk llegaron a ser muy populares, como es el caso de Aida Overton Walker (1880-1914), reputada como "Reina del cakewalk".